# میمون آهنی ۲
میمون آهنی ۲ (به انگلیسی: Iron Monkey 2) یک فیلم سینمایی هنگ کنگی در ژانر فیلم رزمی محصول سال ۱۹۹۶ به کارگردانی چائو لو جیانگ است. در این فیلم، دانی ین در نقش «میمون آهنین» بازی می‌کند، نقشی که یو رونگ‌گوانگ در فیلم میمون آهنی (فیلم ۱۹۹۳)  بازی کرد. این فیلم ادامه قسمت قبلی نمی‌باشد.

## خلاصه داستان
دانی ین" می‌خواهد با یک قاتل مرگبار به نام "تایگر یو" مبارزه کند و در این راه با یک گروه از قاچاقچیان مواد مخدر و سلاح نیز مواجه می‌شود …

## شرح داستان
فیلم در چین اوایل قرن بیستم روایت می‌شود. یک رئیس باند زیرزمینی به‌نام «ببر صورت‌یشمی» با بیگانگان همکاری می‌کند تا شهری را تصرف کرده و ساکنانش را استثمار کند. همان شب، هنگامی‌که ببر مشغول تماشای نمایشی از اپرای چینی است، بازیگران ناگهان به او حمله می‌کنند. بازیگر نقش اصلی، «میمون آهنین» است، جنگجویی نقاب‌دار که به فقرا کمک می‌کند و بدکاران را مجازات. ببر با دخالت افرادش که سر می‌رسند و میمون آهنین را فراری می‌دهند، به‌زحمت از این حمله جان سالم به در می‌برد.
«جین»، دهقان جوانی از روستا، برای یافتن پدرش به شهر می‌آید. او با دو یتیم به‌نام‌های «شیاوچون» و «شیاوچیان» آشنا می‌شود که با فریب دادن مردم، امرار معاش می‌کنند. آن دو که استعداد جین در هنرهای رزمی را می‌بینند، به دروغ به او می‌گویند اگر نقش میمون آهنین را بازی کند، به یافتن پدرش کمک خواهند کرد. جین ساده‌دل می‌پذیرد و معامله‌ای را با دختری ثروتمند قبول می‌کند تا انتقام پدرش را، که توسط ببر به قتل رسیده، بگیرد. پدر واقعی جین، پیرمرد نابینایی است که در شهر با ارهو آواز می‌خواند و موسیقی می‌نوازد.
شب بعد، میمون آهنین کامیونی حامل اسلحه که توسط ببر خریداری شده را غارت می‌کند. اما جین، شیاوچون و شیاوچیان نیز سر می‌رسند و جین خود را به‌عنوان میمون آهنین معرفی می‌کند. در حالی‌که جین و میمون آهنین با یکدیگر می‌جنگند، شیاوچون و شیاوچیان با اسلحه‌ها می‌گریزند. نبرد آن دو با ورود افراد ببر متوقف می‌شود. آنان موفق به فرار می‌شوند، اما پدر جین که در همان نزدیکی بود، توسط افراد ببر دستگیر می‌شود.
شیاوچون و شیاوچیان نزد ببر می‌روند و اسلحه‌های سرقتی را به او می‌فروشند. در عوض، ببر آن‌ها را در کلوپ شبانه‌اش استخدام می‌کند، اما آن دو پس از حادثه‌ای ناخوشایند، کلوپ را ترک می‌کنند. در همین حال، میمون آهنین خود را به‌عنوان رئیس باندی دیگر جا می‌زند و از ببر می‌خواهد که پدر جین را آزاد کند. ببر که فریب خورده و هویت واقعی او را نمی‌داند، تقریباً اجازهٔ بردن پدر جین را می‌دهد. اما یکی از افراد ببر که از حمله به کامیون جان سالم به‌در برده، بازمی‌گردد و میمون آهنین را شناسایی می‌کند. درگیری درمی‌گیرد و پدر جین با شلیک گلوله کشته می‌شود، در حالی‌که میمون آهنین می‌گریزد.
میمون آهنین هویت واقعی‌اش را برای جین فاش می‌کند و آن‌چه بر سر پدرش آمده را برای او توضیح می‌دهد. هم‌زمان، ببر از برادرش «خرس» که مبارزی قدرتمند است، برای مقابله با میمون آهنین کمک می‌گیرد. شبی، جین، شیاوچون و شیاوچیان به پناهگاه ببر می‌روند تا اسلحه‌ها را بدزدند، اما توسط افراد ببر شناسایی می‌شوند. میمون آهنین سر می‌رسد و آن‌ها را نجات می‌دهد، اما شیاوچیان به‌شدت زخمی می‌شود و در آغوش شیاوچون جان می‌دهد.
جین و شیاوچون با لباس مبدل نقاش وارد کلوپ شبانهٔ ببر می‌شوند و در آن‌جا درگیری آغاز می‌شود. جین توسط ببر و خرس محاصره می‌شود، اما میمون آهنین وارد می‌شود و به او در مبارزه با خرس کمک می‌کند. میمون آهنین خرس را می‌کشد و همراه جین با ببر می‌جنگد. سرانجام، ببر درون توری گرفتار می‌شود و شیاوچون او را به آتش می‌کشد. فیلم با صحنه‌ای پایان می‌یابد که میمون آهنین، جین و شیاوچون با هم از محل دور می‌شوند.

## بازیگران
- دانی ین به عنوان میمون آهنین
- بیلی چو به عنوان خرس
- وو ما به عنوان پدر جین
- یوئن من هینگ به عنوان جین
- چونگ کین لی به عنوان جید روبرو ببر
- لی بال
- هان وان چونگ
- لی هووی
- لاو وانگ
- هو چو یونگ